# Schneour Zalman Schneersohn
Pour les articles homonymes, voir Schneersohn.
Schneour Zalman Schneersohn (également orthographié Schneerson, Chneerson et Chneersohn) est un grand-rabbin hassidique du XXe siècle (Gomel, Empire russe, 1898 – Brooklyn, New York, 1980). Il fut très actif en France durant la Seconde Guerre mondiale, où il prit en charge des foyers pour les enfants juifs, dans le but de les sauver de l'occupant, tout en leur dispensant une éducation juive.

## De Russie en France
Schneour Zalman Schneersohn naît à Gomel, Russie, une ville actuellement située en Biélorussie, dont la population compte alors plus de 50 % de Juifs. Il appartient à la dynastie hassidique des Loubavitch, et sera un temps pressenti pour en être le septième Rebbe (cette fonction échoira finalement à son cousin, Menachem Mendel Schneerson).
Il est le fils de Menachem Mendel Schneersohn né en 1864 et mort après 1941. Sa mère est Liba Leah Schneerson (Menuhin), née circa 1870 et morte circa 1931 à Chernihiv en Ukraine.
Il a un frère, Boruch Sholom Schneerson, né le 21 novembre 1891 à Gomel et mort circa 1935, victime des purges staliniennes. Il a trois sœurs: Yehudis Butman (Schneerson) née en 1909 à Gomel et morte le 17 mars 1960, à New York, Genia ("Gisya") Schneerson née à Dnepropetrovsk et morte dans la Fédération russe, une médecin et Frieda Eber (Schneerson), née à Gomel et morte en novembre 1942 avec toute sa famille brûlée par les nazis dans la Synagogue de Riga en Lettonie, une pharmacienne.
Par son père, Menachem Mendel Schneersohn, Schneour Zalman Schneersohn descend en droite ligne du Tzemach Tzedek, troisième Rebbe de la dynastie de Loubavitch. Sa mère Liba Leah est la petite-fille de Levi Yitzchak de Berditchev, un autre grand maître du hassidisme.
Il va d'abord en Palestine mandataire en 1935. Il pensait s'y installer. Il ne reste que 72 jours, car il ne voit pas comment il pourrait s'y établir comme rabbin. Il consulte, en Pologne, le grand-rabbin de Loubavitch, Yosef Yitzchok Schneersohn, qui lui conseille de venir en France, où le grand-rabbin Joël Leib HaLevi Herzog était décédé en 1934.
Arrivé en France en 1935, il prend la direction de l'Association des israélites pratiquants (AIP) (Kehillat Haharedim) un an plus tard,,. Cette association aurait été créée en 1910, dans le but de « regrouper les Juifs ayant gardé l'attachement aux formes de la vie religieuse, telles qu'elles se sont cristallisées au cours de longs siècles en Europe centrale. » Léon Poliakov souligne l'incompréhension des autorités consistoriales de l'époque qu'il rencontre, et leur antagonisme : « son orthodoxie, d'une intransigeance absolue, non plus que ses méthodes de travail, si souples qu'elles étaient, étaient déconcertantes, et pas davantage ses manières et son costume n'étaient du goût de ses confrères français. Quant à lui, il donnait aux termes « rabbin français » une résonance bien particulière. » Il doit donc œuvrer en comité restreint, et se concentre sur l'enseignement des enfants, ouvrant huit Talmud Torah régulièrement fréquentés par plusieurs centaines d'enfants, malgré la pauvreté de ses moyens.

## La Résistance et les foyers pour enfants
C'est la même préoccupation des enfants et de leur formation qui guide le grand-rabbin Schneersohn lors de l'Occupation. De février 1940 à mars 1944, il ouvre plusieurs foyers pour enfants, en coopération avec l'AIP (Association des israélites pratiquants) et l'OSE (Œuvre de secours aux enfants) :
- février 1940 - janvier 1941 : 
  - Maison d'enfants de Broût-Vernet, au Château des Morelles, Broût-Vernet (Allier).
  - Année 1941-1942 Marseille Château Beaupin

Le rabbin arrivé à Marseille début 1941 y reste une bonne année avec son organisation l'AIP. Il s'occupe d'héberger les enfants abandonnés par leurs parents après leur arrestation, dans une vaste maison, au milieu d'un parc, la Maison de Beaupin. Par ailleurs, il accueille dans son appartement, situé dans un très beau quartier de Marseille, un atelier pour des étrangers qu'il sauve ainsi.
- 1941-1942 : 
  - Domaine de Seignebon, à Dému (Gers)[15].
- 1942-1944 : successivement
  - Grenoble.
  - Château du Manoir, hameau de L'Étang-Dauphin, Saint-Étienne-de-Crossey (Isère)[16], à partir de mars 1943.
  - pension Cavalier et Hôtel Rivoli, à Nice. 1943 (…-octobre 1943).
  - Château du Manoir (retour) d'octobre 1943 à décembre 1943, puis dispersion des enfants dans trois hameaux près de Voiron (Isère) :
    - La Manche, hameau de Saint-Jean-de-Moirans (Isère) , en décembre 1943.
    - La Martellière, Voiron (Isère)[17],[18],[19],[20],[21], également en décembre 1943. Seize enfants, âgés de 7 à 21 ans, et deux adultes y sont arrêtés par la milice dans la nuit du 23 au 24 mars 1944, à la suite d'une dénonciation. Les enfants sont déportés dans le convoi 71 du 13 avril 1944[22] et le convoi 73 du 15 mai 1944[23],[24],[25].
    - hameau de Chirens (Isère) et Saint-Étienne-de-Crossey (une chambre), à partir d'octobre 1943.

Dans son ouvrage sur la résistance juive en France, Lucien Lazare décrit ainsi le rôle et l'approche du grand-rabbin Schneersohn :
« Repliée à Vichy, puis à Marseille, l'AIP y avait rassemblé une collectivité d'une soixantaine de personnes, comprenant synagogue, bureau d'assistance, séminaire-yechiva, foyers pour enfants et atelier de reclassement professionnel. Chneerson destinait ses services aux Juifs de stricte observance religieuse. Située dans la marginalité des organisations juives, l'AIP était l'expression d'une catégorie particulière de l'identité juive. Très populaire avant la guerre en Europe centrale et orientale ainsi qu'en Palestine, le hassidisme comptait des adeptes fervents au sein de la communauté des immigrés juifs à Paris. Rejetant à la fois émancipation, sionisme et socialisme, Chneerson ne concevait l'existence juive que dans l'observance jalouse des rites et dressait une barrière impénétrable contre l'influence de l'environnement et de la modernité. Son expérience des persécutions séculaires l'avait habitué à réagir en constituant une communauté d'une cohésion sans faille, s'adonnant à l'étude des textes sacrés et l'observance des prescriptions religieuses dans l'ambiance enthousiaste de la tradition hassidique. C'est dans ce cadre que lui-même et ses adeptes se sentaient en sécurité, s'en remettant à la Providence. Chneerson n'avait pas discerné le caractère inédit et fatal de la menace nazie, et l'AIP fut particulièrement vulnérable aux déportations. »
L'AIP aide les internés dans les camps. Grynberg écrit que l'AIP disposait d'un budget mensuel de 200 000 francs pour l'assistance aux internés des camps. Cette somme provenaitt pour moitié de l'American Jewish Joint Distribution Committee (Comité juif-américain de distribution collective) et pour moitié de dons privés.
Le futur historien Léon Poliakov devient son secrétaire, en 1943,,, et fonde avec le cousin du grand rabbin Schneersohn, Isaac Schneersohn, le centre de documentation juive contemporaine. Poliakov racontera en 1997 qu'il avait fait la connaissance du Grand Rabbin Schneersohn lorsqu'il cherchait un rabbin pour présider aux funérailles de son père. Plus tard, à Marseille, il rencontre, sur la Canebière, le grand-rabbin Schneersohn qui lui propose d'être son secrétaire. Leur collaboration dure quelques mois et Poliakov y renonce à la suite de divergences idéologiques - il s'oppose à l'idée de contacter Joseph Goebbels - et religieuses.
Dans L'Auberge des musiciens, Léon Poliakov décrit Schneour Zalman Schneersohn (« barbe rousse, boitillant dans son caftan à la mode de Pologne ») et ses activités à Marseille :
« Une centaine de personnes qui priaient dans l'oratoire de la rue Sylvabelle dans un immeuble cossu dans un des plus beaux quartiers de Marseille […] [Là] deux vastes chambres et un hall au rez-de-chaussée, une cuisine et deux pièces à l'entresol […]. Le rabbin réfugié avec sa famille dans l'entresol. La cuisine ne demeure pas inoccupée non plus : des ombres furtives apparaissent le soir et s'évanouissent le matin ; ce sont des évadés des camps d'internement de Vichy auxquels le rabbin donne asile. L'une des pièces du rez-de-chaussée sert de bureau et de salle de réception - défilé interminable de la misère juive -, l'autre, le bureau du rabbin, est en même temps une synagogue et une salle de cours ; on y célèbre les mariages et l'on y règle les divorces et même des litiges financiers. »
Dans son journal privé, Raymond-Raoul Lambert, qui dirige l'UGIF-Sud, écrit à la date du 17 août 1943 : « Le 28 (28 juillet 1943) je vais, avec Simone et les enfants, visiter une maison d'enfants près de Voiron, dirigée par un rabbin orthodoxe qui ressemble à Raspoutine. Dans un tel milieu, je me sens chrétien et latin. » L'historien israélien Richard I. Cohen explique ainsi cette réaction de Lambert : « Il s'agit du rabbin Isaac Chneerson [sic] qui était responsable d'une œuvre de bienfaisance ultra-orthodoxe (Association des Israélites pratiquants de France, Kehillath Haharedim), affiliée à la 3e Direction de l'UGIF (Santé). La réponse « assimilée » de RRL [Raymond-Raoul Lambert] n'est pas surprenante, étant donné le contenu de la lettre de ce dernier (2 août 1943, YIVO : RG 340, dossier 3) qui entre dans les détails de son fantastique projet d'établir un État juif fondé sur des principes strictement orthodoxes. »
Dans un ouvrage récent intitulé Les enfants de la Martellière, Delphine Deroo reconstitue la vie de cette institution. Elle ne cache pas son admiration pour l’œuvre du Grand Rabbin Schneour Zalman Schneersohn :
« À chaque menace correspond une défense. Au désir d'élimination physique et spirituelle de la « race juive », ces hommes et femmes se sont opposés en tant que Juifs, assumant avec fierté leur judaïté mise en péril. Et cette résistance morale, que je retrouve pour ma part dans l'insistance du rabbin Chneerson [Schneour Zalman Schneersohn] à observer strictement les lois religieuses - marquant pour lui l'essence même de son judaïsme directement menacé -, me frappe et m'éblouit par sa force et son héroïsme. »
Il sauve plus d'une centaine d'enfants,,.

## Après la guerre
Après la guerre, le rabbin Schneersohn contribue à l'essor du judaïsme orthodoxe non-consistorial à Paris, de sa base au 10, rue Dieu, dans le Xe arrondissement de Paris près de la place de la République.
Plusieurs personnalités se revendiqueront plus tard de son enseignement, dont Olga Katunal, selon laquelle « Zalman Schneurson » fut son plus grand maître, et Henri Atlan qui, à la fin de son livre Entre le cristal et la fumée (1979) cite quelques paroles de « son maître » sans le nommer.
Schneour Zalman Schneersohn est proche du rabbin David Feuerwerker, dont les fils étudient avec lui, rue Dieu. Le rabbin Feuerwerker est présent, avec sa famille, lorsque Schneour Zalman Schneersohn et son épouse prennent le train pour Le Havre, à destination de l'Amérique.
Dans les années 1960, Schneour Zalman Schneersohn immigre aux États-Unis, et y poursuit son œuvre d'éducateur, à Borough Park, Brooklyn, New York. La Yechiva qu'il y dirige comporte un programme d'entraînement en informatique, pour donner une profession à ses élèves, ce qui le place, à l'époque, à l'avant-garde.
Il meurt à New York, le 2 juillet 1980 (18 Tamouz 5740).

## Famille
Il a deux enfants: Hadassah Miriam,,(née le 23 février 1928 à Nevel, en Ukraine) qui épouse Eliyahu Chaim Carlebach, le frère jumeau de Shlomo Carlebach et le rabbin Sholom DovBer Schneersohn, un hassid de Bobov, né le 1er octobre 1932 à Molochavka, qui meurt à New York,, en octobre, ou novembre 2016.